# MegaFon
A MegaFon (oroszul: МегаФон) Oroszország második legnagyobb mobilszolgáltatója és harmadik legnagyobb távközlési vállalata, székhelye Moszkvában található. 2024-ben több mint 77 millió ügyfelet szolgál ki Oroszországban, Tádzsikisztánban és Dél-Oszétiában.

## Története
A cég 1993-ban jött létre North-West GSM néven Szentpéterváron, skandináv befektetőkkel. 1994-ben indították el Oroszország első kereskedelmi GSM-hálózatát. 1999-re már 100 ezer ügyfelük volt, és elsőként biztosítottak mobilszolgáltatást a szentpétervári metróban. Ugyanebben az évben elsőként kötöttek roaming szerződést minden európai országgal.
2002-ben a cég elérte az 1 millió ügyfelet, majd még abban az évben MegaFon néven országos márkává alakult, miután több regionális szolgáltatást beolvasztott magába. 2007-ben beindították az első 3G-szolgáltatást Szentpéterváron. 2009-re már több mint 43 millió ügyfelet szolgáltak ki egész Oroszország területén.
2012-ben a vállalat bemutatta saját márkás okostelefonját, a MegaFon Mintet. 2014-től beindították a nemzetközi 4G roamingot (elsőként Svájcban és Dél-Koreában), és a Moszkvában elindították az LTE Advanced technológiát.
2021-ben bevételük elérte a 313 milliárd rubelt. 2022 márciusában kizárták őket a GSMA nemzetközi mobilszövetségből. 2023 áprilisában az Egyesült Államok szankciókat vetett ki a MegaFonra, mivel az a USM holding része, amely Aliser Uszmanov oligarchájához köthető.